# Paula (cantante)
Paula, nome d'arte di Paola Casana (Parma, 13 giugno 1941), è una cantante italiana.
Ebbe il suo momento di massima notorietà soprattutto negli anni sessanta.

## Biografia
Dopo aver studiato come dattilografa, inizia l'attività musicale giovanissima, e nel 1958 ottiene un contratto discografico con la The Red Record.
Partecipa nel 1960 alla seconda edizione della Sei giorni della canzone con il brano Sei giorni d'amore; nello stesso anno passa alla Hollywood (con alcuni strascichi legali, poiché viene denunciata dalla precedente etichetta per inadempienze contrattuali) e con le canzoni Impazzire d'amore e Io credo partecipa al Burlamacco d'oro, vincendo il Burlamacco d'Argento.
Sempre nel 1960 vince la prima edizione del festival di Milano con Lasciate star la luna (che esegue con l'orchestra di Pier Emilio Bassi), in abbinamento con Gene Colonnello (che la esegue con l'orchestra di Gorni Kramer); l'anno successivo partecipa al 1º Festival del Rock And Roll.
Gareggia in seguito al Festival di Pesaro, alla terza edizione della Sei giorni della canzone con La luna sul mar e al Festival di Zurigo 1963 con E smettila!.
Nel 1964 passa alla Fantasy, etichetta legata al Clan Celentano, ma nel 1966 interrompe l'attività per problemi di salute; continua poi ancora per qualche anno dal vivo, senza ottenere più un contratto discografico, fino al ritiro a vita privata alla fine del decennio.

## Discografia parziale

### Singoli
- 1960: E' vero/A come amore (Hollywood, H 1014)
- 1960: Quando vien la sera/Colpevole (Hollywood, H 1021)
- 1960: Dai amore/Che cotta (Hollywood, H 1023)
- 1960: A come amore/Lasciate stare la luna (Hollywood, H 1026)
- 1961: Sogni colorati/Ti tingo (Hollywood, H 1074)
- 1961: Poema d'amore/Sogni colorati (Meazzi, M 01114)
- 1963: Perché non telefoni più/Sei un po' triste (Meazzi, M 01208)
- 1963: Gondola twist/Marcel (Meazzi, M 01219)
- 1965: Son già tre ore che aspetto/Come mio padre (Fantasy, FS 1004)
- 1965: Uno così/Cosa dirà di me (Fantasy, FS 1012)

### EP
- 1960: Lasciate star la luna/Dai amore/Sei giorni d'amore/Che cotta (Hollywood, H 1021)